# Chrysotus paradoxus
Chrysotus paradoxus är en tvåvingeart som beskrevs av Aldrich 1902. Chrysotus paradoxus ingår i släktet Chrysotus och familjen styltflugor. Inga underarter finns listade i Catalogue of Life.